# Pedro González Vera
Pedro Alejandro González Vera (Valdivia, 17 ottobre 1967) è un ex calciatore cileno, di ruolo attaccante. Figura al secondo posto della classifica dei realizzatori della Primera División de Chile.

## Caratteristiche tecniche
Giocò come attaccante.

## Carriera

### Club
Iniziò nella squadra della sua città, il Deportes Valdivia; presto approdò alla massima divisione nazionale, tramite l'ingaggio con l'Unión Española. Nel 1991 si accasò al Coquimbo Unido, e in due stagioni segnò oltre venti reti, guadagnandosi il trasferimento al Cobreloa. Durante le stagioni con la squadra di Calama, continuò a mantenere elevate medie realizzative e, nel 1997, fu acquistato dall'Universidad de Chile di Santiago. La parentesi con la compagine dalla maglia blu fu positiva per González, che raccolse successi sia a livello personale che di squadra. Difatti, nel 1998 arrivò la vittoria in Coppa del Cile e il titolo di capocannoniere, il primo, della prima divisione nazionale, con ventitré reti. Il 1999 fu particolarmente degno di nota: oltre alla vittoria del campionato, grazie alle sue prestazioni González fu nominato miglior calciatore cileno dell'anno. L'anno successivo, oltre alla doppietta campionato-coppa, arrivò anche un altro titolo di miglior marcatore, stavolta con ventisei reti in ventotto gare. La lunga militanza con l'Universidad de Chile si interruppe nel 2002, e González si risolse a fare ritorno all'Unión Española, dove giocò per altre due stagioni. Il 2006 fu l'ultimo anno della sua carriera, e per ritirarsi, l'attaccante scelse nuovamente l'Universidad de Chile.

### Nazionale
Fu convocato per la prima volta in una selezione nazionale in occasione del campionato del mondo Under-20 1987, organizzato in Cile: nella manifestazione giovanile giocò due partite e segnò una rete, quella del pareggio contro la Germania Est under 20. Debuttò in Nazionale maggiore il 30 maggio 1993; a dieci anni di distanza dalla partecipazione al Mondiale U-20, tornò in una competizione internazionale durante la Copa América 1997. Durante tale torneo, tenutosi in Bolivia, giocò la seconda partita (contro l'Argentina) da titolare, mentre subentrò al minuto numero ottanta a Vergara durante Ecuador-Cile, ultimo incontro della sua nazionale, eliminata alla fase a gironi con tre sconfitte su tre. Nel 1999 fu nuovamente incluso nella lista dei convocati per la Copa América, e prese parte ai primi due match entrando a partita in corso. Scelto come titolare per la sfida con il Brasile, fallì un rigore (parato da Dida). Giocò poi le successive partite, tra cui la finale per il terzo posto contro il Messico partendo dall'inizio.

## Palmarès

### Club
- Campionato cileno: 2

Universidad de Chile: 1999, 2000
- Copa Chile: 2

Universidad de Chile: 1998, 2000

### Individuale
- Capocannoniere della Primera División de Chile: 2

1998 (23 gol), 2000 (26 gol)
- Calciatore cileno dell'anno: 1

1999